# Hesperumia impensa
Hesperumia impensa là một loài bướm đêm trong họ Geometridae.